# César Ritter
César Ernesto Ritter Burga (Lima, 31 de agosto de 1979) es un actor peruano, que ha destacado en series de televisión y películas de su país. Dentro de ellas, es conocido por el rol estelar de Eduardo «Lalo» Chávez en la serie cómica Mil oficios, los roles protagónicos de Lorenzo Vargas en la secuela Asi es la vida, Nicolás Bingley en Rita y yo y los roles recurrentes de Manolo López en Al fondo hay sitio y Josefo «Pepo» Bravo en De vuelta al barrio.

## Biografía
César Ritter nació el 31 de agosto de 1979, proveniente de una familia de raíces alemanas y guatemaltecas, es hijo de los esposos Rubén Edmundo Ritter Vásquez y María Burga San Martín. Estudió en el Colegio Alexander von Humboldt. Inició su carrera artística a los 17 años en 1997, participando en un corto rol de la telenovela Escándalo como «Toño». 
Ritter se integraría al elenco de la serie de televisión Mil oficios en 2001, producida por Efraín Aguilar, con el personaje de Eduardo «Lalo» Chávez, siendo uno de los más cómicos y queridos.En esa producción, conocería a la actriz Cecilia Rospigliosi, con quién se casó años más tarde. 
Luego de la salida de varios actores de la serie en el 2003 Ritter participó en la serie Habla barrio como «Lolo» sin éxito. Finalizada la serie, protagonizó Así es la vida en el papel de Lorenzo Sánchez Vargas, desde el 2004 hasta inicios de 2006, nuevamente regresó a la serie en 2008.
En 2007, protagonizó la miniserie de comedia Rita y yo junto a la actriz Jimena Lindo, donde interpretó a dos personajes: un hombre y una mujer. La segunda temporada se emitió en 2009.
En 2010, actuó en la telenovela Los exitosos Gome$, y en teatro estuvo en las obras Episodio II: La mujer del idiota, Visitando al Sr. Green, Mi primera vez, Escuela de payasos y Medea.
En 2011 protagonizó la telenovela en corte clown La santa sazón, producida por July Naters. El mismo año, actuó en la obra teatral Escuela de payasos, con Gisela Ponce de León, Raúl Zuazo y Christian Ysla.
Ritter interpretó a Jonathan Harker en la adaptación de la obra Drácula, estrenada en abril de 2012. Seguidamente protagonizará la versión para niños de la obra La vida es sueño, en el papel de Segismundo. También actuó en la obra Cenando entre amigos, dirigida por Roberto Ángeles.
En 2014 regresó a la televisión en la serie Al fondo hay sitio interpretando a Manuel Apolinario «Manolo» López Garcíay el año 2021, con el personaje de Josefo «Pepo» Bravo en la otra ficción De vuelta al barrio. Además, participó en el reparto principal de la producción local Los Vílchez como Hamilton Rubio, por dos temporadas consecutivas.
Ritter fue protagonista de la cinta cómica Cebiche de tiburón el año 2017 bajo el personaje de «Lalo», compartiendo roles con el actor peruano Manuel Gold y la comedia Busco novia en 2022, en esta última basada en la obra de Renato Cisneros.
Protagonizó la película Muerto de risa en 2023, donde interpreta al comediante Javi Fuentes, quién intentaría recuperar su popularidad tras el fracaso de su propio programa televisivo. Seguidamente, participó en la obra teatral Escape room de la mano de la productora Los Productores.

## Trayectoria
| Televisión       | Televisión                           | Televisión                             | Televisión                                              |
| Año              | Título                               | Personaje                              | Notas                                                   |
| ---------------- | ------------------------------------ | -------------------------------------- | ------------------------------------------------------- |
| 1997             | Escándalo                            | Antonio «Toño»                         | Recurrente                                              |
| 2001–03          | Mil oficios                          | Eduardo Chávez / «Lalo» / «Lalocura»   | Rol principal                                           |
| 2003             | Habla barrio                         | «Lolo»                                 | Rol secundario                                          |
| 2004–06, 2007–08 | Así es la vida                       | Lorenzo Wilmer Sánchez Vargas          | Rol principal                                           |
| 2006             | Las vírgenes de la cumbia            | Renato                                 | Rol secundario                                          |
| 2007             | Rita y yo                            | Nicolás Bingley / Rita Palacci         | Rol principal                                           |
| 2009             | Rita y yo y mi otra yo               | Nicolás Bingley / Rita Palacci         | Rol principal                                           |
| 2010             | Los exitosos Gome$                   | «Nacho»                                | Antagonista secundario                                  |
| 2011             | La santa sazón                       | Gastón Piña                            | Rol protagónico                                         |
| 2011–12          | Corazón de fuego                     | Jhon Kennedy Paredes                   | Rol secundario                                          |
| 2012             | Solamente milagros                   | Luis «Lucho» Corrales                  | 1 episodio                                              |
| 2014–15, 2016    | Al fondo hay sitio                   | Manuel «Manolo» López / «Manolo» Rojas | Recurrente                                              |
| 2014             | Los Domingo                          | Julián                                 | Recurrente                                              |
| 2017             | Cumbia pop                           | Padre Fermín Gómez                     | Rol secundario                                          |
| 2019–20          | Los Vílchez                          | Hamilton Rubio                         | Recurrente                                              |
| 2020             | Te volveré a encontrar               | Benigno Morales                        | Antagonista reformado                                   |
| 2020–21          | Princesas                            | Tony Guerrero                          | Recurrente                                              |
| 2021             | De vuelta al barrio                  | Josefo Bravo Meléndez / «Pepo»         | Rol principal                                           |
| 2024             | Súper Ada                            | Pepe Lucho                             | Rol principal                                           |
| 2025             | La rosa de Guadalupe Perú            | Gabriel                                | Rol principal                                           |
| 2025             | Brujas                               | Tony Guerrero                          | Reparto principal                                       |
| Teatro           |                                      |                                        |                                                         |
| Año              | Título                               | Personaje                              | Notas                                                   |
| 2004             | Un misterio, una pasión              | «El Cuervo»                            |                                                         |
| 2006–07          | Escuela de payasos                   | Benito                                 |                                                         |
| 2006             | Star Stone Opera Funk                | J.R Rooker                             | Universidad de Lima                                     |
| 2008             | No pasa nada                         | Rodrigo                                | Centro Cultural PUCP                                    |
| 2008             | La familia Fernández                 | Micky                                  |                                                         |
| 2009             | ¿Dónde está el idiota?               | Juan Culazzo                           | Teatro Peruano Japonés                                  |
| 2009             | Boeing boeing                        | Robert                                 | Teatro Peruano Japonés                                  |
| 2009             | La noche de los asesinos             | Lalo                                   | Auditorio de la Muni. de San Isidro                     |
| 2010             | Episodio II: La mujer del idiota     | Erasmus Orgamus                        |                                                         |
| 2010             | Visitando al Sr. Green               | Ross Gardiner                          | Auditorio Icpna de Miraflores                           |
| 2010             | Mi primera vez                       | Intérprete                             |                                                         |
| 2010             | Escuela de payasos                   | Benito                                 | Reposición                                              |
| 2010             | Medea                                | Jasón                                  |                                                         |
| 2011             | La doble inconstancia                | El príncipe                            |                                                         |
| 2011             | Por accidente                        | Rodrigo                                | Teatro La Plaza                                         |
| 2011             | Escuela de payasos                   | Benito                                 | Reposición                                              |
| 2012             | Drácula                              | Jonathan Harker                        | Teatro La Plaza                                         |
| 2012–13          | La vida es sueño                     | Segismundo                             | Rol principal, 3 temporadas                             |
| 2012             | Cenando entre amigos                 | Gabriel                                | Teatro de Lucía                                         |
| 2012             | Velorio                              | Intérprete                             | Espectáculo de improvisación/1 función                  |
| 2013             | Viaje de un largo día hacia la noche |                                        | Centro Cultural PUCP                                    |
| 2013             | Cuando tenía cinco años              | Alberto                                | Teatro de Lucía                                         |
| 2013             | Falsarios                            | Tigre                                  |                                                         |
| 2014             | Un hombre con dos jefes              | Luigi Locateli                         | Teatro Pirandello                                       |
| 2014             | ¿Dónde están los payasos?            | Benito                                 | Teatro Pirandello                                       |
| 2015             | Áreas comunes                        | Bisagrita                              | La Taberna de Victoria Bar                              |
| 2015             | Plop & Flyn                          | Plop                                   | Teatro La Plaza                                         |
| 2015             | Una historia original                | Narrador / Intérprete                  | Teatro Británico                                        |
| 2015             | Pinocho                              | Pinocho                                | Teatro Pirandello                                       |
| 2016             | Reglas para vivir                    | Intérprete                             | Teatro La Plaza                                         |
| 2016             | Plop & Wiwi                          | Plop                                   | Teatro La Plaza                                         |
| 2016             | La rebelión de los conceptos         |                                        | Centro Cultural de la Universidad del Pacífico          |
| 2016             | Noche de reyes                       | Malvolio                               | Teatro Británico                                        |
| 2017             | Párajos                              | Halcón                                 | Teatro Pirandello                                       |
| 2017             | Hasta las patas                      | Roger                                  | Teatro Pirandello                                       |
| 2018             | Renata y los fantasmas Buu           | Papá de Renata                         | Teatro La Plaza                                         |
| 2019             | Más pequeños que el Guggenheim       | Gorka                                  | Teatro Julieta                                          |
| 2019             | Hedda                                | Eli Longford                           | Teatro Británico                                        |
| 2020             | Nuestro fin                          | Daniel                                 | Resiste Teatro Un episodio por Movistar Play            |
| 2020             | Tres historias de amor               |                                        | Teatro La Plaza                                         |
| 2021             | ¿Es Cupido?                          | Ramiro                                 | Dos episodios por Movistar Play                         |
| 2021             | 3,2,1 impro!                         | Intérprete                             | La Cúpula de las Artes                                  |
| 2022             | Papá pala yentis                     | Intérprete                             | Lima 39                                                 |
| 2023             | Plop, Wiri y Doro                    | Roy Ceballos                           | Teatro La Plaza                                         |
| 2023             | Charada                              |                                        | Teatro Pirandello                                       |
| 2023             | Escape room                          | Ray                                    | Teatro Peruano Japonés                                  |
| Películas        |                                      |                                        |                                                         |
| Año              | Título                               | Personaje                              | Director                                                |
| 2003             | Un marciano llamado deseo            | Ganso López                            | Antonio Fortunic (Película para televisión)             |
| 2009             | Como quién no quiere la cosa         | Inválido                               | Álvaro Velarde                                          |
| 2011             | El guachimán                         | Teniente Vidaurre                      | Gastón Vizcarra                                         |
| 2013             | Plexus                               | Kronski                                | Jean Paul Du Bois (Cortometraje)                        |
| 2013             | El secreto de Joaquín                | Ernesto                                | Jonathan Arriaga (Cortometraje)                         |
| 2014             | Viejos amigos                        | Sacerdote                              | Fernando Villarán                                       |
| 2016             | El candidato                         | Honorato Contreras                     | Álvaro Velarde                                          |
| 2016             | Margarita                            | Charly                                 | Frank Pérez-Garland                                     |
| 2016             | Sombras                              | Miguel                                 | Julio Wissar - Corto                                    |
| 2017             | Cebiche de Tiburón                   | Gato                                   | Daniel Winitzky                                         |
| 2017             | Destiempo                            | Manuel                                 | Corto                                                   |
| 2017             | El sistema solar                     | Pável del Solar                        | Chinón Higashionna, Bacha Caravedo y Daniel Higashionna |
| 2017             | Aj Zombies!                          | Arias                                  | Daniel Martín Rodríguez                                 |
| 2018             | Soltera codiciada                    | Lorenzo                                | Bruno Ascenzo - Invitado                                |
| 2018             | Margarita 2                          | Charly                                 | Frank Pérez-Garland                                     |
| 2020             | Rómulo y Julita                      | Padre Lautaro                          | Daniel Martín Rodríguez                                 |
| 2021             | Las mejores familias                 | Andrés                                 | Javier Fuentes León                                     |
| 2022             | Autoerótica                          | Papá de Bruna                          | Andrea Hoyos                                            |
| 2022             | Busco novia                          | Renzo                                  | Daniel Vega                                             |
| 2023             | Muerto de risa                       | Javi Fuentes                           | Gonzalo Ladines                                         |

## Premios y nominaciones
| Año  | Premio                       | Categoría                    | Trabajo                              | Resultado |
| ---- | ---------------------------- | ---------------------------- | ------------------------------------ | --------- |
| 2013 | Premios Luces de El Comercio | «Actor de reparto de teatro» | Viaje de un largo día hacia la noche | Nominado  |
| 2014 | Premios Luces de El Comercio | «Mejor actor de TV»          | Al fondo hay sitio                   | Nominado  |
| 2015 | Premios Luces de El Comercio | «Mejor actor de TV»          | Al fondo hay sitio                   | Nominado  |
| 2016 | Premios Luces de El Comercio | «Mejor actor de reparto»     | Margarita: ese dulce caos            | Nominado  |
| 2021 | Premios Luces de El Comercio | «Mejor actor de cine»        | Las mejores familias                 | Nominado  |